# Ato de Abjuração
O Ato de Abjuração (holandês: Plakkaat van Verlatinghe) é a declaração de independência por muitas das províncias dos Países Baixos de sua lealdade a Filipe II da Espanha, durante a Revolta Holandesa.
Assinada em 26 de julho de 1581, em Haia, a lei confirmou formalmente uma decisão tomada pelos Estados Gerais dos Países Baixos em Antuérpia quatro dias antes. Declarou que todos os magistrados das províncias que compõem a União de Utrecht fossem libertados dos seus juramentos de lealdade ao seu senhor, Filipe, que também era rei de Espanha. Os motivos apresentados foram que Filipe falhou nas suas obrigações para com os seus súditos, oprimindo-os e violando os seus antigos direitos. Filipe foi, portanto, considerado como tendo perdido seus tronos como governante de cada uma das províncias que assinaram a Lei.
O Ato de Abjuração permitiu que os territórios recém-independentes governassem a si próprios, embora primeiro tenham oferecido os seus tronos a candidatos alternativos. Isso falhou em 1587, dentre outras coisas, pela dedução de François Vranck, que por falta de um príncipe legal a soberania pertencia ao povo, e não a regentes que, na melhor das hipóteses, representavam esse povo. Essas províncias tornaram-se uma república em 1588. Durante esse período, a maior parte de Flandres e Brabante e uma pequena parte de Gueldres foram recapturadas pela Espanha.

## Antecedentes

A União de Utrecht

As Dezessete Províncias dos Países Baixos dos Habsburgos foram unidas em uma união pessoal pelo Sacro Imperador Romano e Rei da Espanha Carlos V com a incorporação do ducado de Gueldres aos seus territórios da Borgonha em 1544. Foi constituída como uma entidade separada com a Sanção Pragmática de 1549.
Seu filho, o rei Filipe II da Espanha, herdou essas províncias quando Carlos abdicou em 1555. Mas isso na verdade significou que ele assumiu o título feudal de cada província individualmente, como Duque de Brabante, Conde da Holanda etc. Nunca houve um estado único e unificado dos Países Baixos, embora as províncias estivessem todas representadas nos Estados Gerais dos Países Baixos, desde a Grande Carta ou Privilégio de Maria da Borgonha, de 10 de fevereiro de 1477.
Na Revolta Holandesa, a partir de 1568, várias dessas províncias se rebelaram contra Filipe.  Dado o ethos monárquico da época, a revolta teve que ser justificada em parte, como disse Guilherme, o Silencioso, o líder da Revolta Holandesa, como uma tentativa pela qual “os antigos privilégios e a liberdade da República deveriam ser restaurados”. A revolta era dirigida em parte contra os conselheiros reais, não contra o rei. Assim se manteve a ficção jurídica de apenas ter se revoltado contra o seu vice-rei, sucessivamente o Duque de Alba,  Luis de Requesens y Zúñiga, João de Áustria, e o Duque de Parma, enquanto os stadholder nomeados pelas propriedades provinciais continuaram a reivindicar que eles representavam Filipe.
Essa pretensão já estava se esgotando, no entanto, na época da Pacificação de Gante, em 1576. Quando Dom João atacou Antuérpia e Namur em 1577, os Estados Gerais nomearam o Arquiduque Matias, sobrinho de Filipe, como vice-rei, sem o consentimento do rei. Matias era jovem e inexperiente e não trouxe recursos próprios para a batalha com Filipe. Isso se tornou um problema sério depois que o duque de Parma começou a fazer sérias incursões contra a tênue unidade da Pacificação com sua União de Arras de uma série de províncias do sul, às quais as províncias rebeldes do norte responderam com suas próprias União de Utrecht, ambas em 1579. Cada União formou seus próprios Estados Gerais. Guilherme, o Silencioso decidiu, portanto, que os rebeldes Países Baixos deveriam procurar um suserano que pudesse trazer aliados estrangeiros úteis. Ele esperava que Francisco, Duque de Anjou, o irmão mais novo e herdeiro presuntivo do rei Henrique II de França, que não desejava ser vice-rei de outra pessoa, fosse tal homem. Os Estados Gerais rebeldes foram persuadidos a oferecer-lhe a soberania dos Países Baixos, que ele aceitou pelo Tratado de Plessis-les-Tours, enquanto Matias foi subornado com uma generosa anuidade. Holanda e Zelândia, entretanto, não aderiram à oferta, preferindo recorrer ao próprio Guilherme para a transferência de soberania.

## Ato de Abjuração

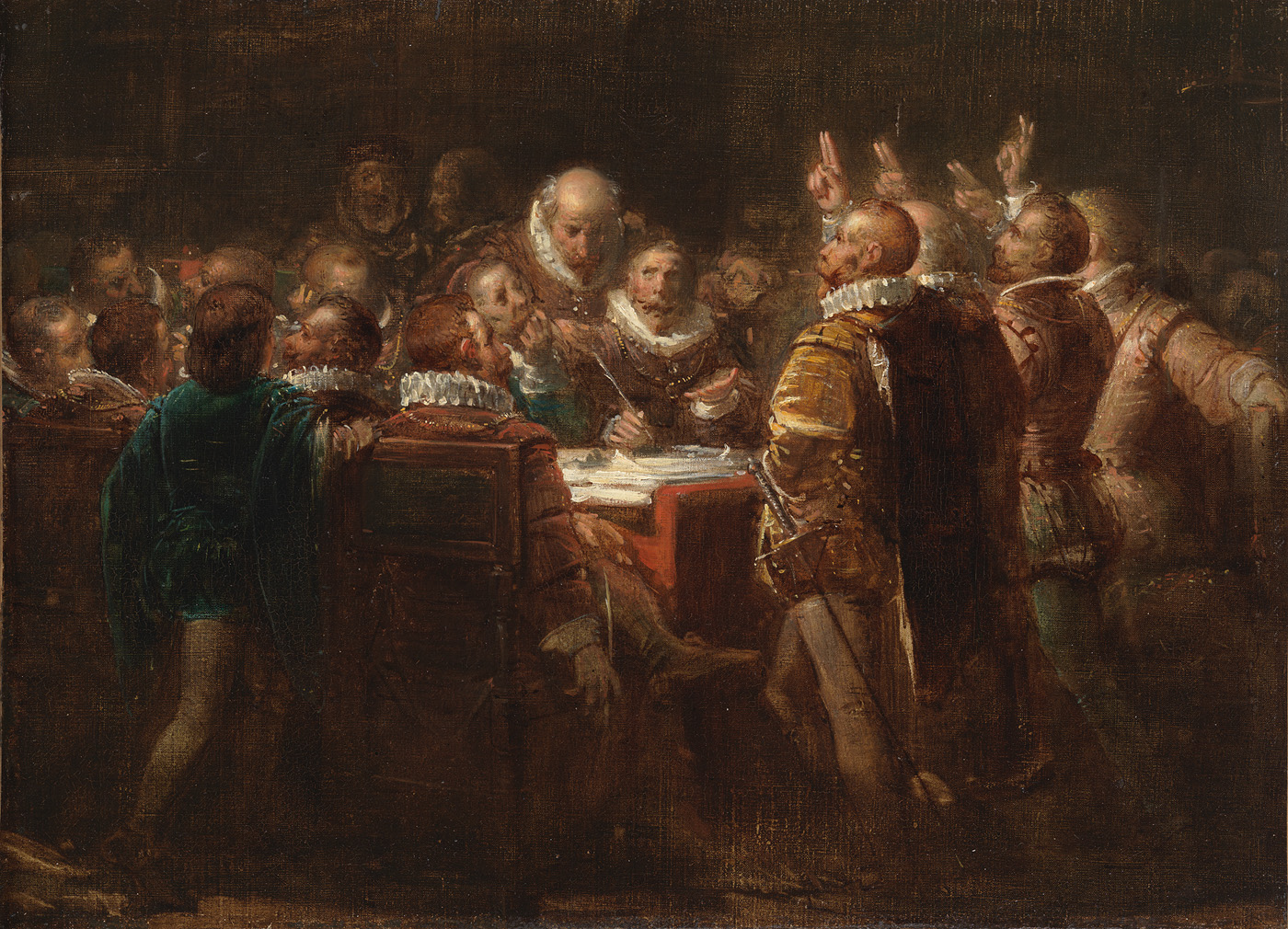
Representação do século 19 da assinatura do Ato de Abjuração

A transferência da soberania dos Países Baixos apresentou um problema significativo: os magistrados das cidades e zonas rurais, além dos próprios estados provinciais, juraram lealdade a Filipe. Os juramentos de lealdade eram levados muito a sério durante essa era monárquica. Enquanto o conflito com Filipe pudesse ser encoberto, esses magistrados poderiam fingir que permaneciam leais ao rei, mas se um novo soberano fosse reconhecido, teriam de fazer uma escolha. Os Estados Gerais rebeldes decidiram, em 14 de junho de 1581, declarar oficialmente o trono vago, por causa do comportamento de Filipe. Vem daí o nome holandês para o Ato de Abjuração: "Plakkaat van Verlatinghe", que pode ser traduzido como Placar de Deserção. Isso não se referia à deserção de Filipe por seus súditos, mas sim a uma sugestão de deserção do rebanho holandês por seu malévolo pastor, Filipe.
Um comitê de quatro membros, Andries Hessels, greffier (secretário) dos Estados de Brabante; Jacques Tayaert, pensionário da cidade de Gante; Jacob Valcke, pensionário da cidade de Ter Goes (atual Goes); e Pieter van Dieven (também conhecido como Petrus Divaeus), pensionário da cidade de Mechelen, foi encarregado de redigir o que viria a ser o Ato de Abjuração. A Lei proibia o uso do nome e do selo de Filipe em todas as questões jurídicas, e de seu nome ou armas na cunhagem de moedas. Deu autoridade aos Conselhos das províncias para emitirem doravante as comissões de magistrados. A Lei dispensou todos os magistrados de seus juramentos anteriores de lealdade a Filipe e prescreveu um novo juramento de lealdade aos Estados da província em que serviam, de acordo com um formulário prescrito pelos Estados Gerais. O rascunho real parece ter sido escrito por um audiencier dos Estados Gerais, Jan van Asseliers.
O Ato foi notável pelo seu extenso preâmbulo, que assumiu a forma de uma justificação ideológica, formulada como uma acusação (uma lista detalhada de queixas) contra o rei Filipe. Essa forma, com a qual a Declaração da Independência dos Estados Unidos tem notável semelhança, deu origem à especulação de que Thomas Jefferson, quando estava escrevendo essa última, foi pelo menos parcialmente inspirado pelo Ato de Abjuração.
O preâmbulo foi baseado em Vindiciae contra tyrannos de Philippe de Mornay, além de outras obras de Monarcômacos que também podem ter sido fontes de inspiração. Os rebeldes, no seu apelo à opinião pública, podem ter pensado que era mais importante citar fontes autorizadas e referir-se a direitos antigos que desejavam defender. Ao depor um governante por ter violado o contrato social com seus súditos, eles foram os primeiros a aplicar essas ideias teóricas. O historiador Pieter Geyl descreveu o Ato de Abjuração como uma "expressão bastante esplêndida, embora tardia, da robusta tradição medieval de liberdade". Observou também que, embora os princípios expressos no ato fossem derivados do Calvinismo, o documento carecia de um argumento puramente religioso.
Essas províncias são mencionadas na declaração na seguinte ordem: os Ducados de Brabante e Guelders, os Condados de Flandres, Holanda e Zelândia, e os senhorios de Frísia, Mechelen e Utrecht. As províncias de Overijssel (que incluía Drenthe) e Groningen também se separaram, mas não são mencionados à parte, pois estritamente falando, não eram entidades separadas, mas partes de Utrecht e Guelders, respectivamente. Grandes partes de Flandres e Brabante foram posteriormente ocupadas novamente pelo rei espanhol.

## Consequências
O Ato de Abjuração não resolveu o problema de autoridade nos Países Baixos. Filipe não reconheceu a Lei, nem a soberania do Duque de Anjou, embora já tivesse banido Guilherme de Orange e colocado um preço pela sua cabeça. Muitos magistrados recusaram-se a prestar o novo juramento e preferiram renunciar aos seus cargos, mudando assim a composição política de muitas cidades rebeldes nos Países Baixos, fortalecendo os radicais. Ao mesmo tempo, os Estados Gerais tinham a sua própria reivindicação de autoridade, assim como Guilherme, como seu representante na maioria das províncias, enquanto Anjou foi deixado como uma espécie de figura de proa vazia.  Este último não ficou satisfeito com os seus poderes limitados e tentou subjugar várias cidades, incluindo Antuérpia. Seu ataque a esta cidade, conhecido como Fúria Francesa, levou a uma repulsa humilhante e desacreditou enormemente o Duque.
Isso fez com que os Estados Gerais começassem a procurar um soberano diferente. Depois que uma primeira tentativa de interessar Isabel I da Inglaterra para assumir a soberania não teve sucesso, Guilherme, o Silencioso foi convidado a assumir o título "vago" de Conde da Holanda, mas ele foi assassinado em 1584, antes que os preparativos pudessem ser finalizados. Após o Tratado de Nonsuch, Isabel concordou em enviar ajuda aos rebeldes holandeses como sua protetora, embora sem assumir a soberania.  De acordo com as disposições do tratado, Roberto Dudley, 1.º Conde de Leicester foi nomeado governador-geral dos Países Baixos. No entanto, tal como o "reinado" do Duque de Anjou, isso revelou-se uma decepção. Após a partida de Leicester em 1587, e dado o que o historiador britânico John Huxtable Elliott chamou de “o lento declínio da ideia monárquica, em face de repetidos fracassos”, os Estados Gerais decidiram assumir eles próprios a soberania, tornando assim as sete Províncias Unidas uma república.